# Henri Duvernoy
Henri Louis Charles Duvernoy (París, 16 de novembre de 1820 – París, gener de 1906) va ser un organista i professor de cant.
Estudià en el conservatori de la seva ciutat nadiua, en la que hi entrà com a professor efectiu el 1848, tenint al seu càrrec l'ensenyament del solfeig. Va ser organista de diversos temples protestants, i s'ocupà en reformar els salms i cants litúrgics, que s'entonaven en aquells temples, treball en el qual l'ajudà el seu oncle George Khun.
Com a resultat d'aquesta reforma aparegué el llibre Nouveau choix de psaumes et de cantiques harmonises à quatre voix, et composé en partie par M.M. Khun et Duvernpy (París, 1848): una continuació d'aquest fou publicada el 1859 amb col·laboració amb en Duprato.
Amb el seu oncle donà a llum Solfége des chanteurs (París, 1855). També són d'en Duvernoy un Solfege à changement de clefs (1857), obra adoptada per l'Estat, i un altre llibre de solfeig, titulat Solfége artistique (París, 1860).
A més publicà, algunes composicions lleugeres per a piano, instrument el qual dominava a la perfecció, i amb posterioritat, altres obres per l'ensenyament del solfeig.